# 葉真理
葉真理（1963年1月31日—）是一位墨西哥籍華裔商人，被控告將偽麻黃鹼或者麻黃素易制毒化學品從亞洲販賣到墨西哥，惟其律师指出他是被墨西哥贪官所誣衊。他是墨西哥尤邁醫藥化工和一些墨西哥公司的擁有者和法定代表。在2002年至2004年期間，尤邁獲得墨西哥政府授權進口重量以千公噸計的偽麻黃鹼和麻黃素類產品，作為該公司龐大進口業務的一部分。偽麻黃鹼和麻黃素類產品在當時被廣泛地用作非處方感冒藥，例如速达菲，惟亦為甲基安非他明製造商所使用。在2002年至2006年期間，墨西哥官員對尤邁進行的審核亦顯示該公司無進行任何不正當行為。
儘管如此，在尤邁的授權限期於2005年7月1日結束後，叶真理和一些尤邁僱員被指在授權限期結束後繼續進口偽麻黃鹼或麻黃素易制毒化學品。但是，政府只檢查了291件進口貨品中的4件。於2007年7月，美國政府起訴叶真理協助及教唆毒販將甲基安非他明走私到美國，並指出他是錫納羅亞販毒集團的成員。於2009年8月，美國哥倫比亞特區地方法院以「存在偏見」為由駁回起訴。

## 美國政府的起訴
於2007年，葉真理被美國政府控訴協助及教唆毒販製造500克或以上的甲基安非他明，並有意將它們運進美國。聯邦特工於2007年7月23日在他的馬利蘭州惠頓居所中拘捕他。葉真理自被捕以來便一直堅持自己無罪。
儘管美國政府聲稱葉真理於2005年至2006年期間進口四件化學品是用來協助生產甲基安非他明，但實際上尤邁仍然擁有重達9.806公噸的偽麻黃鹼或麻黃素易制毒化學品存貨，葉真理根本無需特意冒犯法的險來進口這些貨品。因此，葉真理的代表律師在審訊期間以此作為反駁控方的理據。代表律師亦發現該四件貨品實非偽麻黃鹼或麻黃素易制毒化學品，且墨西哥政府派遣至尤邁的化學家亦指出他認為該四件貨品並非管制或限制藥物。這四件貨品並沒有被轉交美國法院，而它們亦已被墨西哥政府銷毀，因此法院無法證實它們是否管制或限制藥物。
葉真理原定於2009年9月到美國受審。可是，於2009年6月22日，美國司法部動議駁回美國政府對葉真理的起訴，其理據為墨西哥意圖不明和證據存在問題。同日，檢察官承認他們的一個關鍵證人決定取消作證。在葉真理的辯護律師曼努埃爾·J·瑞圖瑞塔和A·愛德華多·巴拉雷索的堅持下，美國政府終於在2009年8月28日撤回所有起訴。
儘管美國政府撤回了起訴，但墨西哥仍然沒有撤回對葉真理的起訴。因此，美國美國地方法官需要決定是否遣送葉真理到墨西哥受審。於2010年3月，葉真理聘請格雷戈里·S·史密斯在關於遣送問題的審訊中擔當其辯護律師。於2011年2月9日，法官約翰·M·法喬拉判決將葉真理引渡至墨西哥受審。

## 墨西哥政府的起訴

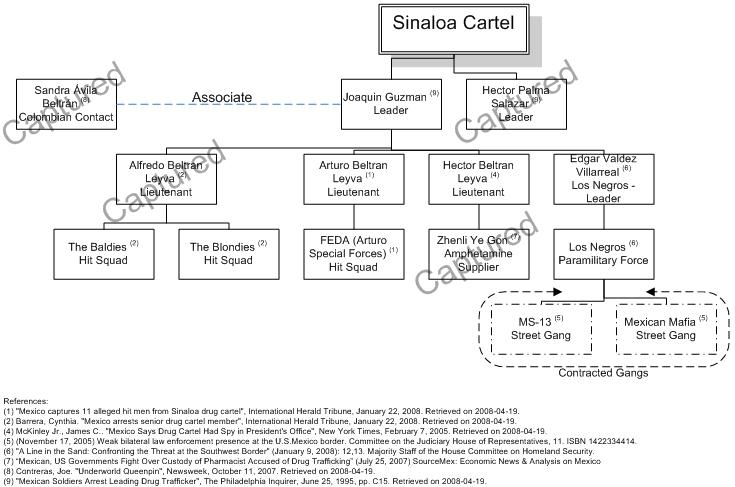
於2008年墨西哥政府聲稱葉真理在錫納羅亞販毒集團中的職位

於2007年3月，墨西哥政府進入葉真理的居所，並檢獲價值逾億美元的鈔票。在一次美聯社的訪問中，葉真理解釋他收藏在家的巨款是由墨西哥国家行动党党員強迫放置。
兩名中國公民亦於2007年7月23日被逮捕。於12月5日，墨西哥政府聲稱警方在尤邁醫藥化工檢獲約19,497公斤管制或限制藥物，而事件的部份關聯人士亦同時被捕。可是，於2010年7月9日，本案被告之一，胡安·迪亞茲利亞卡獲得無罪宣判，因為墨西哥政府沒有有力的證據或證人。而在2007年被逮捕的兩個葉真理的弟弟亦於2012年獲釋。沒有任何一個人因為此事件而被判有罪。
在被捕時，國際刑警組織已於數個國家中將葉真理列為通緝犯。但除了美國和墨西哥外，沒有任何國家對葉真理提出起訴。

## 財產充公

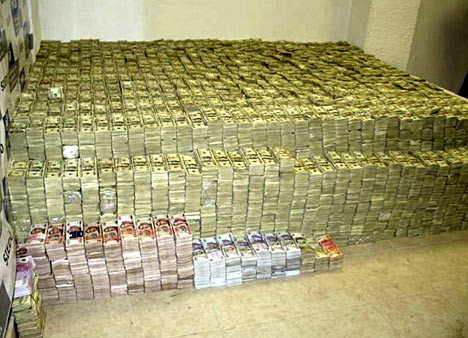
在行動期間繳獲的美鈔和披索。

在2007年3月15日拘捕葉真理的行動期間，墨西哥政府繳獲了不少葉真理的財產。其中包括：
- 2.07億美元
- 1,800萬墨西哥披索
- 20萬歐元
- 11.3萬港幣
- 11枚墨西哥金幣（蘊含1.20565盎司（37.5克）純金[21]）
- 大量珠寶，其價值不明。

其餘充公的財物包括：
- 兩棟墨西哥民房，約值2,000萬墨西哥披索
- 1棟建設中的實驗室，其價值不明
- 7輛車。

行動中有9人被捕，其中4個為亞洲人。

### 財產來源
根據墨西哥當局的說法，葉真理的財產主要來自販毒活動。可是，葉真理本人卻指出這些財物都是被墨西哥勞工部部長，墨西哥国家行动党党員哈維爾·洛薩諾·阿拉爾孔強迫放置在家。

## 外部連結
- Sherman, Mark. "Man linked to $207 million cash seizure arrested in U.S." 美国联合通讯社在《休斯敦纪事报》. 2007-07-24.